# Imelda Stadler
Imelda Stadler (* 16. September 1959) ist eine Schweizer Politikerin (FPD) und Mitglied des St. Galler Kantonsrates.

## Biografie
Imelda Stadler ist Gemeindepräsidentin der Gemeinde Lütisburg. Sie wurde 2010 gewählt.
Ursprünglich unterrichtete sie als Lehrerin an einer Sonderschule und engagierte sich stets für den Sport. So war sie Präsidentin des St. Galler Turnverbandes und amtet noch heute als Präsidentin der St. Galler Wanderwege.

## Politik
Zur Politik kam sie erst spät, als sie bereits rund um die 40 war. Bald wurde sie Ortspräsidentin der FDP. 2006 wurde sie in den St. Galler Kantonsrat gewählt. 2018 wurde sie zur Kantonsratspräsidentin gewählt. Nun amtet sie als Vize-Präsidentin der FDP-Fraktion St. Gallen.

## Persönlich
Imelda Stadler lebt in Lütisburg, hat drei Kinder und vier Enkel.